# Carl Henrik Koch
Carl Henrik Koch (født 15. november 1938 i Usserød) er en dansk filosof og videnskabshistoriker, ansat ved Københavns Universitet fra 1966; fra 1988 som docent. 
Han har dels skrevet lærebøger: Logik (1968), Almen Metodelære (1973), Filosofiens historie i nyere tid: Fra reformationen til oplysningstiden (1983), dels enkeltstudier: Francis Bacon (1979), En flue på Hegels udødelige næse, eller om A.P. Adler og Søren Kierkegaards forhold til ham (disputats, 1990) og om Jens Kraft som filosof (1992).
Hans hovedværk er Den danske filosofis historie i fem bind (sammen med Sten Ebbesen) udgivet 2002-04.
Koch blev indvalgt i Videnskabernes Selskab i 1991.